# Градиштенские и опатовские анналы
Градиштенские и опатовские анналы (лат. Annales Gradicenses et Opatowicenses «Опатовицкий летописец») — написанные на латинском языке исторические заметки градиштенского монастыря Святого Стефана (894—1145 годы) и их продолжение, составленное в Опатувской обители Святого Лаврентия (1146—1163 годы). Сохранились в единственной рукописи, которая относится к XII веку. Являются одним из важнейших источников по истории Чехии и Моравии в XI—XII вв.
Источниками для первой (составленной в Градиште) редакции анналов послужили Всеобщая хроника Эккехарда из Ауры, Чешская хроника Козьмы Пражского и сочинения его сазавского и вышеградского продолжателей, а также ряд других, неизвестных в наше время работ. После 1130 года летописец начинает описывать современные ему события.

## Издания
- Annales Gradicenses / ed. W. Wattenbach // MGH SS. T. XVII. Hannover, 1861, p. 644—652[2].
- Continuatio Opatowicensis / ed. W. Wattenbach // MGH SS. T. XVII. Hannover, 1861, p. 652—653[3].

## Переводы на русский язык
- Градиштенские анналы в переводе А. С. Досаева на сайте Восточная литература
- Опатовское продолжение в переводе А. С. Досаева на сайте Восточная литература